# Hôtel Bernard Fallot
L'Hôtel Bernard Fallot est un bâtiment historique situé à Montbéliard dans le Doubs en France, sur la place Saint-Martin immédiatement à droite de l'hôtel Beurnier-Rossel.

## Histoire
En 1836 l'hôtel fut construit par Charles Bernard Fallot, un officier à la retraite, sur l'emplacement où se trouvait le cabaret de l'hôtel de ville ainsi que deux petites maisons.
L'hôtel a été agrandi dans la deuxième moitié du XIXe siècle avant qu'il ne soit entièrement détruit et reconstruit en 1982, tout en conservant les façades protégées.
Les façades font l’objet d’une inscription au titre des monuments historiques depuis le 13 février 1939.